# حيدر علي
حيدر علي ((بالأردوية:  سلطان حيدر علی خان  )‏، Haidarālī؛ (بالهندية: हैदर अली)‏، حيدر علي؛ حوالي 1720م – 7 من ديسمبر 1782م، 2 من محرم 1197م في التقويم الهجري) كان الحاكم الفعلي لمملكة ميسور الواقعة جنوب الهند. وقد وُلد تحت اسم حيدر نايك، وسعى إلى التميز عسكريًا، مما جذب انتباه حُكام ميسور في نهاية الأمر. وعندما وصل إلى منصب دالواي، أو رئيس أركان كريشناراجا وودييار الثاني، أتيحت له الفرصة ليسيطر على الملك الشرفي وحكومة ميسور، وتمكن تدريجيًا من التحكم في جميع زمام السلطة. كما وسع حدود مملكته على حساب إمبراطورية مارثا ونظام حيدراباد (إلى جانب أشياء أخرى)، بالإضافة إلى أنه كان واحدًا من الحُكام المحليين القلائل الذين خففوا فعليًا الضمانات العسكرية لـ شركة الهند الشرقية البريطانية (British East India Company) خلال الحربين الأولى والثانية بين الإنجليز وسلطنة ميسور. ففي الأولى وحرب أنجلو ميسور-الثانية، وقف على مقربة من النقطة العسكرية البريطانية الأمامية في مادراس. كما لقب بعدد من الألقاب التشريفية، فأطلق عليه السلطان حيدر علي خان أو حيدر علي صهيب.
إن حكم حيدر اتسم بالحرب المتكررة على جيرانه، والتمرد داخل أراضيه أيضًا. ولقد كان هذا أمرًا طبيعيًا آنذاك، حيث كان وضع معظم شبه الجزيرة الهندية مضطربًا، مع تعارك تحالف مارثا الهندوسي مع بقايا مسلمي إمبراطورية المغول. كما كان قائدًا فطنًا، حيث ترك لابنه السلطان تيبو (Tipu Sultan) مملكة كانت بالفعل أكبر بكثير مقارنة بحجمها عندما تولى زمام الحكم في البداية. وقد وضع جزءًا من القوات العسكرية على الحدود الأوربية، كما كان رائدًا في الاستخدام العسكري للمدفعية الصاروخية. لقد كان حيدر زوجًا لزوجتين على الأقل، وأبًا لثلاثة أطفال على الأقل.